# Frederick Collins

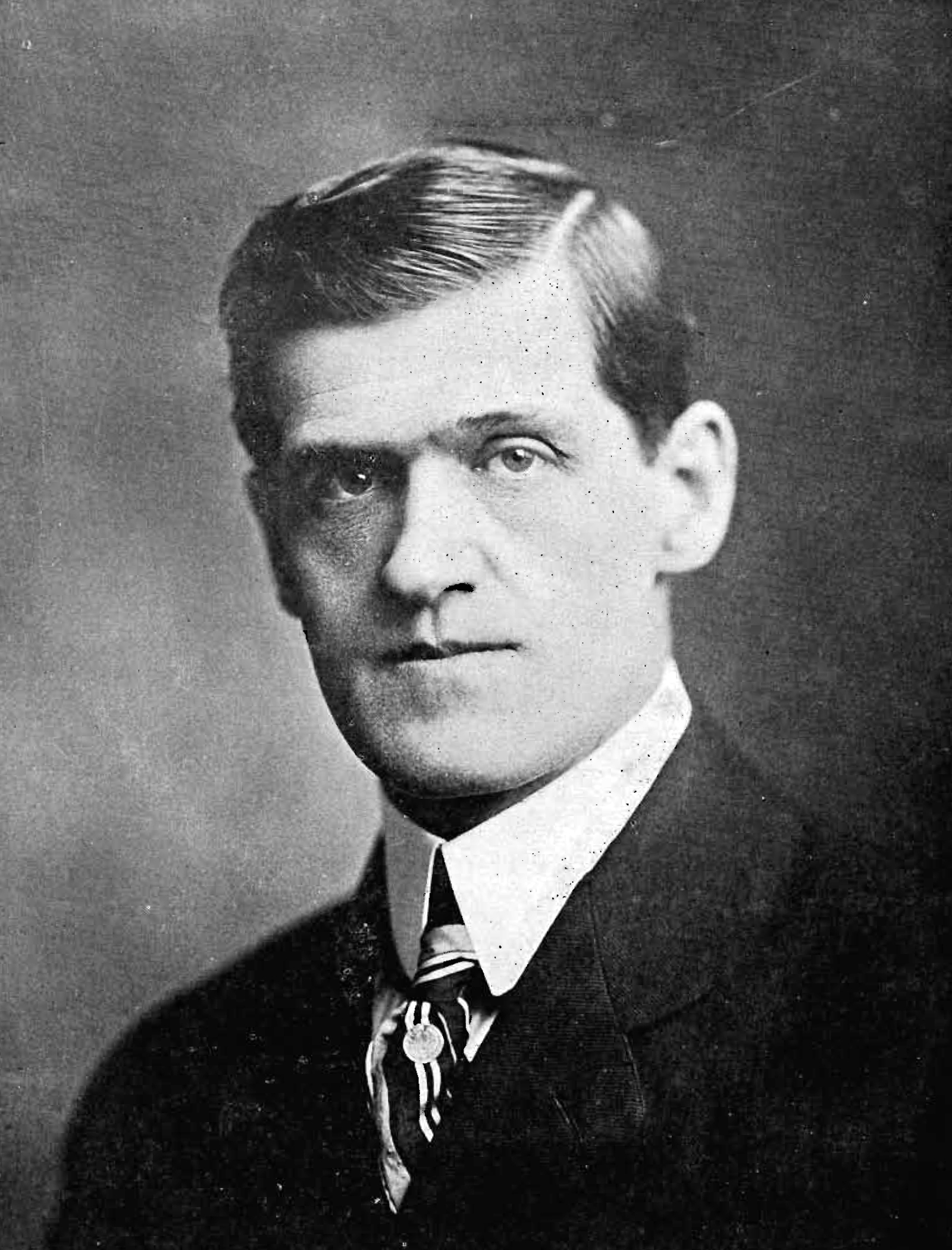
Frederick Collins

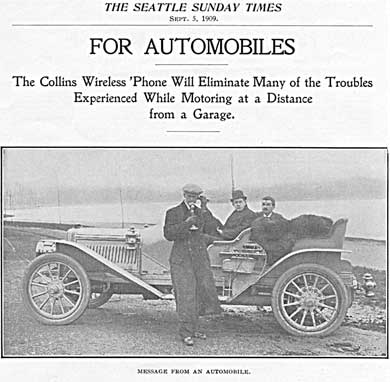
Zeitungsinserat mit drahtlosem Telefon und Automobil (1909)

Archie Frederick Collins (* 8. Januar 1869 in South Bend, Indiana; † 3. Januar 1952 in Nyack, New York) war ein US-amerikanischer Erfinder und Autor.
Frederick Collins gab an, 1899 eine erste drahtlose Telefonieübertragung erfunden zu haben, womit Sprachsignale ohne die bis dahin nötige Kabelverbindung übertragen werden konnten. Er gründete 1903 die Collins Wireless Telephone Company und erhielt 1906 ein Patent für seine Erfindung. 1908 sendete er von Newark (New Jersey) aus ein Rundfunkprogramm, das das Publikum mit einem im Warenhaus L. S. Plaut & Co installierten Empfänger hören konnte.
Wegen unlauterem Geschäftsgebaren in Zusammenhang mit dem Wertpapierhandel für sein Unternehmen (conspiracy and using mail to defraud) war er von Januar 1913 bis Januar 1914 in der United States Penitentiary, Atlanta inhaftiert.
Neben seiner Tätigkeit in der Hochfrequenztechnik verfasste Collins auch zahlreiche populärwissenschaftliche Bücher zu diversen technischen Fachgebieten.